# Новак, Ирина Дмитриевна
Ирина Дмитриевна Новак (укр. Ірина Дмитріївна Новак, род. 8 апреля 1978, Киев) — украинская актриса, Заслуженная артистка Украины (2014).

## Биография
Ирина Новак родилась 8 апреля 1978 года в Киеве.
После окончания школы решила получить актёрское образование в Киевском национальном университете театра, кино и телевидения имени И. К. Карпенко-Карого который окончила с отличием в 1999 году.
В конце первого курса по приглашению телеканала «ТЕТ» работала журналистом. Переводила западные сюжеты на украинский язык и начитывала в прямом вечернем эфире. На втором курсе Ирина работала в юмористической передаче «Шурум-бурумчики, шарам-барашки» на УТ-1. Чуть позже Ирина стала ведущей передачи «Шолом, Киев!»: в течение двух лет команда журналистов рассказывала о традициях и праздниках евреев, выезжала на знаковые для них места Украины, встречалась с раввинами.
Вела на радио «Шоу двух блондинок». Снималась в социальной рекламе «Как на ладонях», программах «Крымская панорама» и «День для себя».
В 2003 году Ирине Новак была присуждена Премия Кабинета Министров Украины за вклад молодёжи в построение государства.
В 2009 году вошла в Топ-20 лучших актрис Украины по версии экспертов портала «Украинская правда».
В 2014 году получила почётное звание Заслуженной Артистки Украины.
С 1999 года Ирина является актрисой Театра русской драмы имени Леси Украинки в Киеве.

## Творчество
Ещё будучи студенткой Ирина снялась в эпизоде фильма «Как закалялась сталь» — это был её дебют в профессиональном кино. После этого пошли эпизоды в таких фильмах как «След оборотня», «Шум ветра» и «Летний дождь».
В 2003 году Ирина снимается в одной из главных ролей сериала «Леди Мэр», который в те годы имел большой успех на телеэкранах страны. После этого артистка снималась в множестве фильмов, среди них «Следствие ведёт дилетант», «Возвращение Мухтара», «Я тебя люблю», «Целуют всегда не тех», короткометражке «ПтахоLOVE», «Об этом лучше не знать», «Мой принц».
Знаковой ролью для актрисы стал образ аренде в сериале «Утёсов. Песня длиною в жизнь», где её партнёром был Владимир Жеребцов, этот фильм и принёс молодой актрисе большую популярность. В 2006 году вышел фильм «Дикари», в котором Ирина исполнила главную женскую роль.
С 2006 по 2014 год у актрисы было множество киноработ. Среди них «Служанка трёх господ», «Абонент временно недоступен», «Ящик Пандоры», «Мама, я лётчика люблю», «Весна в декабре», «Ржевский против Наполеона» и другие.
В 2015 году, пролежав два года на киностудии, вышел на экраны фильм «Затерянный город», в котором Ирина исполнила одну из главных ролей. Её партнёрами стали украинский шоумен Андрей Джеджула и народный артист Украины Сергей Романюк.
После этого карьера актрисы стремительно пошла вверх. Она сыграла главную роль в сериале «Центральная больница», который стал самым рейтинговым сериалом лета 2016 года. После этого были работы в таких проектах, как: "Не зарекайся, «Три дороги», «Прости», «Перекрёстки Вербова».
8 октября 2017 года в театре им. Леси Украинки состоялась премьера трагикомедии Ноэла Коуарда Пирса «Обнажённая со скрипкой».
В 2018 году вышли новые киноработы: «Открытое окно», «Замкнутый круг», премьеры которых состоялись в прайм-тайм на телеканале Украина.
С лета 2018 года Ирина принимала участие в съёмках украиноязычной 95-серийной картины Татьяны Гнедаш — «Тайны», где исполнила одну из главных ролей. Премьера сериала состоялась на телеканале Украина 2 января 2019 года. Помимо этого, в начале 2019 года состоялась премьера ещё двух картин — 8 серийной драмы «Артист» и 4-х серийной картины «Не смей мне говорить „Прощай“».
В 2019 году были сняты такие картины с участием Ирины: «Страсти по Зинаиде», «Укус Волчицы», «На твоей стороне» и «Таксистка». Первый сезон сериала «На твоей стороне» вышел в эфир в октябре.
2020 год стартовал не менее красочно. Ирина снялась в таких работах, как: «На твоей стороне — 2», «Тростинка на ветру», «Почти вся правда», «Балкон», «Алмазная корона».
24 сентября 2020 года в театре им. Леси Украинки состоялась премьера спектакля «О любви. Мои родненькие…» с Ириной в главной роли. Её партнером стал артист Юрий Яковлев-Суханов.
В данный момент[какой?] Ирина принимает участие в съёмках новых работ, а также готовит к премьере спектакли в Национальном академическом театре русской драмы имени Леси Украинки.

## Театральные работы[6]
- 2020 — «13 апостол». Лиля Брик
- 2020 — «О Любви». Поля
- 2019 — «Игрушка для мамы». Ельза
- 2017 — «Обнажённая со скрипкой». Изабелла Сороден
- 2015 — «Риск» (Любовники и воры). Женщина.
- 2014 — "Джульетта и Ромео. Леди Капулетти.
- 2014 — «Везде один… Свеча на ветру». Исполнитель зонгов
- 2012 — «Мнимый больной». Белина, вторая жена Аргана
- 2012 — «Циничная комедия»
- 2011 — «Чёрные девы»
- 2011 — «НОРД-ОСТ. Будущее покажет»
- 2011 — «Пусть мерцает призрачная сцена… (Юбилей. Юбилей? Юбилей!)»
- 2008 — «Дядюшкин сон». Зинаида Афанасьевна
- 2006 — «Ромео и Джульетта». Леди Капулетти
- 2004 — «Маскарад». Баронесса Штраль
- 2003 — «Волки и овцы». Глафира Алексеевна, бедная девушка, родственница Мурзавецкой
- 2003 — «Насмешливое моё счастье»
- 2002 — «Кто убил Эмилию Галотти?..»
- 2002 — «Лулу. История куртизанки»
- 2002 — «Странная миссис Сэвидж». Лили-Белл
- 2002 — № 13 (Безумная ночь, или Женитьба Пигдена). Дженн Ворзингтон, секретарша
- 2001 — «И всё это было… И всё это будет…»
- 2001 — «Невероятный бал»
- 2001 — «Госпожа министерша». Анка, служанка.
- 2000 — «Месть по-итальянски». Нина Чампа, молодая жена Чампи
- 2000 — «Любовь и война»
- 1998 — «Блоха в ухе»
- 1997 — «Королевские игры»

## Роли в кино
| Год  |     | Название                                                                         | Роль                                                             |  |
| ---- | --- | -------------------------------------------------------------------------------- | ---------------------------------------------------------------- |  |
| 2021 | ф   | Кукольный дом                                                                    | Мая Горенич                                                      |  |
| 2021 | ф   | Провинциал                                                                       | Полонская                                                        |  |
| 2021 | ф   | В плену у прошлого                                                               | Елизавета                                                        |  |
| 2021 | ф   | Незакрытая мишень                                                                | Татьяна                                                          |  |
| 2021 | ф   | Чужие грехи                                                                      | Лена                                                             |  |
| 2021 | ф   | Алмазная корона                                                                  | Яна                                                              |  |
| 2021 | ф   | Балкон                                                                           | Марина                                                           |  |
| 2020 | ф   | Почти вся правда                                                                 | Марина                                                           |  |
| 2020 | ф   | Тростинка на ветру                                                               | Анастасия                                                        |  |
| 2020 | ф   | Следуя за сердцем                                                                | Диана                                                            |  |
| 2020 | с   | Три сестры                                                                       | Ирина                                                            |  |
| 2020 | с   | На твоей стороне 2                                                               | Виктория                                                         |  |
| 2020 | ф   | Несладкое предложение                                                            | директор салона красоты                                          |  |
| 2019 | ф   | Укус Волчицы                                                                     | Рубцова                                                          |  |
| 2019 | с   | Страсти по Зинаиде                                                               | мать Игоря                                                       |  |
| 2019 | ф   | Таксистка                                                                        | Нина                                                             |  |
| 2019 | с   | На твоей стороне                                                                 | Виктория                                                         |  |
| 2019 | с   | Артист                                                                           | Инга                                                             |  |
| 2019 | ф   | Не смей мне говорить "Прощай"!                                                   | София                                                            |  |
| 2019 | с   | Тайны                                                                            | Виктория Леонидовна Грищук, владелица отеля «Маршал»             |  |
| 2018 | с   | Колдуньи                                                                         | Ирина (эпизод)                                                   |  |
| 2018 | ф   | Замкнутый круг                                                                   | Тамара Юрьевна Шамрай, гражданская жена Доценко, предприниматель |  |
| 2018 | ф   | Открытое окно                                                                    | Анастасия Туманова, следователь                                  |  |
| 2017 | с   | Встречная полоса (Водилы)                                                        | Лиля                                                             |  |
| 2017 | с   | Горничная                                                                        | Элла Юрьевна, главный администратор                              |  |
| 2017 | ф   | Перекрёстки Вербова                                                              | Виктория Андреевна                                               |  |
| 2016 | ф   | Прости                                                                           | Элла Викторовна                                                  |  |
| 2016 | ф   | Три дороги                                                                       | Нина Евгеньевна                                                  |  |
| 2016 | с   | Не зарекайся                                                                     | Дарина Колесникова                                               |  |
| 2016 | с   | Центральная больница                                                             | Киреева Зоя Фёдоровна, старшая медсестра                         |  |
| 2015 | ф   | Затерянный город                                                                 | Женщина                                                          |  |
| 2014 | с   | Скорая помощь                                                                    | Диана, бухгалтер                                                 |  |
| 2013 | ф   | Убить дважды                                                                     | Алевтина, парикмахер                                             |  |
| 2013 | с   | Взрослые, как дети                                                               | Имя персонажа не указано                                         |  |
| 2012 | с   | Порох и дробь                                                                    | Тамара, актриса, подруга Стаса                                   |  |
| 2012 | ф   | Мама, я лётчика люблю                                                            | стюардесса                                                       |  |
| 2012 | ф   | Ржевский против Наполеона                                                        | барменша салона красоты                                          |  |
| 2011 | с   | Весна в декабре                                                                  | Лиля, ассистентка Вадима                                         |  |
| 2011 | ф   | Ящик Пандоры                                                                     | Маша                                                             |  |
| 2009 | ф   | Тот, кто рядом                                                                   | Лора                                                             |  |
| 2008 | ф   | Не торопи любовь                                                                 | Имя персонажа не указано                                         |  |
| 2008 | ф   | Абонент временно недоступен                                                      | Татьяна                                                          |  |
| 2008 | ф   | Гений пустого места                                                              | Светлана Лавровская                                              |  |
| 2008 | ф   | Служанка трёх господ                                                             | Татьяна Новикова                                                 |  |
| 2008 | ф   | Тринадцать месяцев                                                               | следователь                                                      |  |
| 2007 | ф   | Смешнее,чем Кролики. 2 сезон                                                     | Имя персонажа не указано                                         |  |
| 2007 | с   | Возвращение Мухтара 4                                                            | Анечка                                                           |  |
| 2007 | ф   | Под знаком Девы                                                                  | Наташа, подруга Светланы                                         |  |
| 2007 | ф   | Три ночи                                                                         | жена Героя                                                       |  |
| 2007 | ф   | Убить змея                                                                       | Валентина Манько                                                 |  |
| 2006 | ф   | Смешнее,чем Кролики. 1 сезон                                                     | Имя персонажа не указано                                         |  |
| 2006 | ф   | Дикари                                                                           | Алина                                                            |  |
| 2006 | ф   | Мой принц                                                                        | Настя                                                            |  |
| 2006 | ф   | Об этом лучше не знать                                                           | Элла, знакомая Аркадия                                           |  |
| 2006 | с   | Утёсов. Песня длиною в жизнь                                                     | аренде                                                           |  |
| 2005 | кор | ПтахоLOVE                                                                        | Имя персонажа не указано                                         |  |
| 2005 | с   | Возвращение Мухтара 3                                                            | Елена                                                            |  |
| 2005 | ф   | Целуют всегда не тех                                                             | Имя персонажа не указано                                         |  |
| 2004 | ф   | Я тебя люблю                                                                     | Инга                                                             |  |
| 2004 | с   | Возвращение Мухтара 2                                                            | Светлана                                                         |  |
| 2003 | ф   | Евлампия Романова. Следствие ведёт дилетант-1. Фильм № 1 "Маникюр для покойника" | эпизод                                                           |  |
| 2003 | ф   | Леди Мэр                                                                         | Вика                                                             |  |
| 2002 | ф   | Летний дождь                                                                     | эпизод                                                           |  |
| 2002 | ф   | Шум ветра                                                                        | эпизод                                                           |  |
| 2001 | ф   | След оборотня                                                                    | эпизод                                                           |  |
| 1999 | ф   | Как закалялась сталь                                                             | активистка                                                       |  |

## Личная жизнь
Замужем, в 2009 году родила дочь Мелиссу.